# Phaeothyriolum eucalyptinum
Phaeothyriolum eucalyptinum är en svampart som beskrevs av Syd. 1938. Phaeothyriolum eucalyptinum ingår i släktet Phaeothyriolum och familjen Microthyriaceae.   Inga underarter finns listade i Catalogue of Life.